# Bahrain ved sommer-OL 2024
Bahrain deltog i sommer-OL 2024 i Paris, Frankrig, fra den 26. juli til den 11. august 2024.
Udøvere for Bahrain vandt totalt fire medaljer.

## Medaljer
| 2024 Paris | Guld | Sølv | Bronze | Total |
| Bahrain    | 2    | 1    | 1      | 4     |

### Medaljevinderne
| Bahrain under sommer-OL 2024 i Paris | Bahrain under sommer-OL 2024 i Paris | Bahrain under sommer-OL 2024 i Paris | Bahrain under sommer-OL 2024 i Paris | Bahrain under sommer-OL 2024 i Paris |
| Medalje                              | Navn                                 | Sport                                | Event                                | Dato                                 |
| ------------------------------------ | ------------------------------------ | ------------------------------------ | ------------------------------------ | ------------------------------------ |
| Guld                                 | Winfred Yavi                         | Atletik                              | Damernes 3000 m forhindringsløb      | 6. august                            |
| Guld                                 | Akhmed Tazhudinov                    | Brydning                             | Mændenes −97 kg                      | 11. august                           |
| Sølv                                 | Salwa Eid Naser                      | Atletik                              | Damernes 400 m                       | 9. august                            |
| Bronze                               | Gor Minasyan                         | Vægtløftning                         | Men's +102 kg                        | 10 August                            |